# Rebel·lió índia de 1857
La rebel·lió índia de 1857 o la revolta dels sipais (1857 a 1858) va ser un període d'aixecaments dels sipais (les tropes d'indis nadius al servei de l'exèrcit britànic) contra la dominació britànica. La revolta va tenir lloc principalment al nord i al centre de l'Índia i a vegades se la considera com el primer moviment per la independència del país.
No es tractà realment d'un moviment només contra les forces armades. El malestar creixia a l'Índia a causa de la campanya d'occidentalització a marxes forçades imposada per la Companyia Britànica de l'Índia Oriental (CBIO) i el governador general Lord Dalhousie, convençuts de la seva superioritat.

## Antecedents
Entre 1612 i 1757, la Companyia Britànica de les Índies Orientals va establir posts comercials en diversos llocs, sobretot a la costa de l'Índia, amb el consentiment dels emperadors mogols, l'Imperi Maratha o els governants locals. Els seus rivals eren les empreses comercials de Portugal, Dinamarca, Països Baixos i França. A mitjan segle xviii, tres ciutats de presidència Madràs, Bombai i Calcuta, van créixer en grandària.
Durant el Domini de la Companyia a l'Índia (1757–1858), la companyia va adquirir gradualment la sobirania sobre grans parts de l'Índia, ara anomenades «presidències». Tanmateix, també va passar cada cop més sota la supervisió del govern britànic, de fet compartint la sobirania amb la Corona. Al mateix temps, a poc a poc va anar perdent els seus privilegis mercantils. Entre els motius de descontentament es trobaven les intervencions a la política interior dels estats indis sota protectorat que establien la doctrina de la caducitat, definida per Lord Dalhousie, que establia que qualsevol estat principat indi sota la sobirania de la Companyia tindria el seu estatus de príncep abolit si el governant era «manifestament incompetent o morís sense hereu masculí», com fou en el cas de Satara el 1848, Jaitpur i Sambalpur el 1849, Baghat el 1850, Udaipur el 1852, Jhansi el 1853 i Nagpur el 1854. El títol de peshwa, primer ministre hereditari tradicional maratha, no li va ser reconegut el 1853 a Nana Sahib, fill adoptiu de l'anterior peshwa, i la seva pensió es va suprimir, i el darrer emperador mogol Muhàmmad Bahadur Xah s'adona que seria el darrer de la seva dinastia. Els anglesos prohibiren també els matrimonis entre infants, la tradició de la sati i perseguiren els thugs.

## La revolta
A finals de març de 1857, el sipai Mangal Pandey va atacar els oficials britànics a la guarnició militar de Barrackpore, sent arrestat i executat pels britànics a principis d'abril. A l'abril, els sipais de Meerut van rebutjar la munició per al nou fusell Enfield model 1853 amb canó d'ànima estriada fabricat per la Royal Small Arms Factory, que disparava bales Minié amb cartutxos de paper que venien prèviament engreixats. Per carregar el rifle, s'havia de mossegar el cartutx obert per alliberar la pólvora i es rumorejava que el greix utilitzat en aquests cartutxos incloïa sèu derivat de la vedella, ofensiu per als hindús, i saïm derivat de la carn de porc, ofensiu per als musulmans. Com a càstig, van rebre llargues penes de presó indignant els seus companys, que es van aixecar el 10 de maig atacant als seus oficials britànics i van marxar cap a Delhi, on no hi havia tropes europees i la guarnició local de sipais es va unir, a la nit, l'antic emperador mogol pensionari Bahadur Xah II, amb 82 anys, va haver d'acceptar forçat per les circumstàncies d'esdevenir el cap nominal de la revolució. La presa de Delhi va proporcionar un focus i va establir el patró per a tot el motí, que després es va estendre pel nord de l'Índia. Amb l'excepció de l'emperador mogol i els seus fills i Nana Sahib, el fill adoptiu del deposat Maratha peshwa, cap dels importants prínceps indis es va unir als amotinats. La rebel·lió es va limitar en gran part a l'exèrcit de Bengala i va tenir poc impacte en les tropes de les presidències de Bombai i Madras, que en la seva major part es va mantenir fidels.

### La revolta al nord
Les notícies van arribar a Agra l'11 de maig i el 30 de maig es van revoltar dues companyies de soldats nadius que el 31 de maig van tornar a obeir les ordres. El 7 de juny, un exèrcit britànic de 4.000 homes va aconseguir ocupar una cresta que dominava Delhi sense poder recuperar la ciutat, però els britànics van aguantar els repetits atacs rebels. El 15 de juny es van revoltar els soldats a Gwalior i la revolta es va estendre a Agra, Lucknow i Cawnpore, on es creuaven la Grand Trunk Road i la carretera de Jhansi a Lucknow. Henry Lawrence va quedar assetjat el 30 de juny amb els seus 1600 soldats a Lucknow després d'haver de retirar-se de la seva campanya per pacificar Chinhut, i el 4 de juliol va morir en explotar un obús a la seva habitació, passant el comandament a John Inglis, del 32è Regiment.
A Cawnpore els rebels foren dirigits per Nana Sahib, un governant local, i van assetjar la guarnició de Hugh Wheeler, que s'havia retirat a un atrinxerament fora de la ciutat. Durant gairebé tres setmanes, sota foc constant i un sol ardent, 1.000 britànics esperaven ser rescatats. Nana Sahib es va assabentar que s'acostava una força de socors britànica i va oferir a la guarnició un pas segur riu avall cap a Allahabad. El 15 de juliol els britànics van pujar als vaixells que esperaven i després van ser disparats i tots els homes que van sobreviure a l'emboscada van ser assassinats immediatament. Henry Havelock va arribar a Cawnpore un dia després i després de dur a terme represàlies indiscriminades contra els culpables i els innocents va marxar cap al nord cap a Lucknow, però es va veure obligat a tornar enrere. Les notícies de la massacre de Cawnpore van instal·lar en els britànics el desig de venjança, i pocs revoltats eren capturats vius: milers de persones van ser penjades indiscriminadament i molts civils innocents assassinats.
El 2 de juliol els rebels van arribar a Fatehpur Sikri i el 3 de juliol els oficials es van retirar a l'interior de la ciutat. Dos dies després els rebels van començar a avançar i van expulsar els britànics de la posició exterior de Sucheta; la població va sortir al carrer saquejant la ciutat i matant els europeus i també nadius; els rebels, però van marxar finalment cap a Delhi sense entrar a Agra on l'orde fou restaurat el 8 de juliol; els oficials i la guarnició van quedar tancats de fet al fort. El lloctinent governador de les Províncies del Nord-oest, John Colvin, va morir durant els incidents. El 14 d'agost van arribar 32 canons i 2.000 homes de reforç per als britànics des del Punjab, incloent-hi el comandament del general de brigada John Nicholson, que en el camí havia executat sense judici centenars d'amotinats i civils innocents.

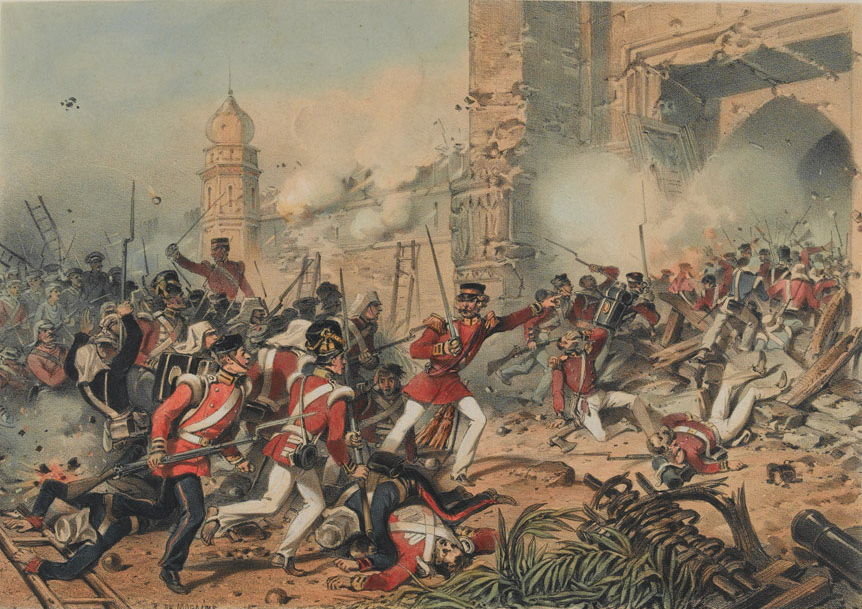
Captura de Delhi, 1857

Al setembre, els britànics disposaven de 9.000 homes enfront de Delhi, un terç britànics, la resta sikhs, musulmans panjabis i gurkhas. El seu assalt va començar quan l'artilleria va trencar els murs i va volar a la Porta del Caixmir i després d'una setmana de combats, Delhi fou presa i va ser saquejada en una orgia de saqueig i mort. Però la reconquesta de Delhi va ser el factor decisiu en la repressió de la revolta. Els rebels fugitius d'allí i altres de l'Índia central es van unir i van avançar cap a Agra el 6 d'octubre ocupant Fatehpur Sikri. El 10 d'octubre el coronel Greathed, que venia de Delhi amb una columna, va entrar a la ciutat d'Agra aportant reforços sense que els rebels se n'adonessin, i quan es va produir l'atac a Agra fou rebutjat i els rebels es van desbandar. El govern britànic es va establir a Agra fins al febrer de 1858, quan es va traslladar a Allahabad que tenia una posició estratègica millor.

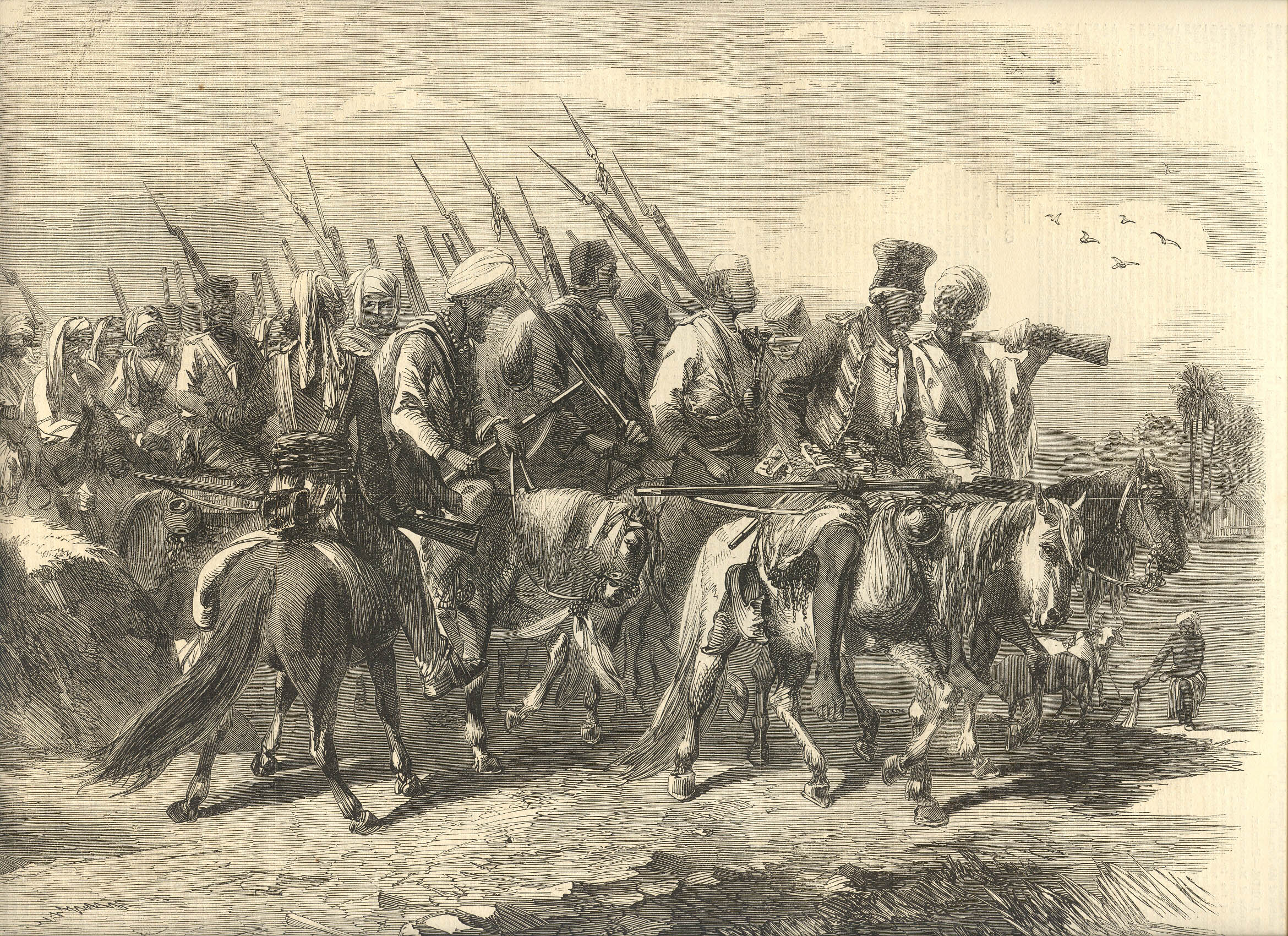
"Tantia Topee's Soldiery"

El 26 de setembre, 2.500 soldats de Henry Havelock van sortir de Cawnpore per socórrer Lucknow, però van haver de retirar-se, i el novembre de 1857 Colin Campbell va sortir de Cawnpore amb 4.500 homes, la major part de la seva guarnició, cap a Lucknow deixant enrere un petit destacament al comandament de Charles Windham aconseguint evacuar als assetjats matant uns 2.500 rebels i deixant una petita guarnició comandada per James Outram a Alambagh per aturar que els rebels emprengués operacions ofensives. El general de Nana Sahib, Tantya Tope, entrenant havia reunit un exèrcit per recuperar Cawnpore i el 26 de novembre Windham va expulsar de l'avantguarda de Tantya, però es va veure obligat a tornar a les antigues línies de Wheeler. Campbell va tornar de Lucknow i va trobar Windham envoltat i Cawnpore en mans rebels. El 6 de desembre, el bombardeig inicial de Windham va enganyar els rebels que Campbell estava a punt d'atacar la seva esquerra. El seu atac real es va fer per la dreta. Els canons navals pesats de Campbell van ser el factor decisiu, i quan les tropes de Tantya van trencar i fugir, els homes de Nana Sahib van ser derrotats al nord de la ciutat.
El març de 1858 Campbell va reunir-se amb Outram, i van atacar Lucknow de manera conjunta després que els enginyers haguessin construït ponts sobre el riu Gumti i els artillers obrien pas i la infanteria combatia cos a cos. El 14 de març el Nawab del palau d'Oudh va ser capturat i saquejat, però molts dels seus defensors van escapar per continuar lluitant. Dos dies després es va assegurar la residència i Campbell va repel·lir els contraatacs a l'Alumbagh i les seves posicions al nord del Gumti.

### Centre de l'Índia
L'oposició al control britànic de l'Índia central es va centrar en Jhansi, on Lakshmibai es va oposar a l'annexió del seu estat. El juny de 1857 els regiments de l'exèrcit de Bengala estacionats al centre de l'Índia es van amotinar, i el Contingent Gwalior, una força al servei probritànic maharajà Scindia, s'hi va unir. El 5 de juny, oficials britànics, civils i servidors indis que es refugiaven al fort de Jhansi, van ser assassinats pels homes del Rani. Els rebels s'havien ofert a salvar les seves vides si es rendien, i es creia que els Rani havien garantit la seva seguretat.
El desembre de 1857 la força de camp de l'Índia Central de Hugh Rose va avançar des de Bombai i el 5 de febrer de 1858 va socórrer Saugor, on una petita guarnició havia quedat assetjada, i després va avançar cap a Jhansi, que va quedar assetjada el 24 de març abans de derrotar la força de socors de Tantya Tope una setmana després. El 3 d'abril fou assaltada i saquejada amb la mort de 5.000 defensors, però Lakshmibai va escapar. El maig, Rose va avançar en direcció a Kalpi i va guanyar l'1 de maig la batalla de Kunch, i el 16 de maig la batalla de Kalpi. Els rebels van portar les seves forces restants a Gwalior, amb l'esperança de derrotar el seu governant probritànic. L'1 de juny a Morar, a l'est de Gwalior, les tropes de Sindia van desertar als rebels. El 17 de juny Rose va sortir de Kalpi cap a Gwalior recuperant Morar i derrotant als rebels a la batalla de Kotah-ke-Serai el 17 de juny, en la qual va morir Lakshmibai. El 19 de juny els britànics van recuperar Gwalior. La majoria dels rebels es van rendir o es van amagar, però Tantya va aconseguir esquivar els britànics fins a l'abril de 1859 quan va ser traït i després penjat.

## Conseqüències
La rebel·lió va suposar la fi del domini de la Companyia Britànica de les Índies Orientals a l'Índia. L'agost, per la Llei de govern de l'Índia de 1858 presentada per Henry John Temple, llavors Primer ministre del Regne Unit, la companyia es va dissoldre formalment i els seus poders de govern sobre l'Índia van ser transferits a la Corona Britànica. Es va crear un nou departament del govern britànic per gestionar la governança de l'Índia, l'India Office, i el seu cap, el secretari d'Estat per a l'Índia, es va encarregar de formular la política índia. El governador General de l'Índia va implementar les polítiques ideades per l'India Office. Alguns territoris de l'antiga Companyia de les Índies Orientals, com els Colònies de l'Estret, es van convertir en colònies per dret propi. L'administració colonial britànica es va embarcar en un programa de reformes, intentant integrar les castes superiors i els governants indis al govern i abolint els intents d'occidentalització. El virrei va aturar l'acaparament de terres, va decretar la tolerància religiosa i va admetre indis a la funció pública, encara que principalment com a subordinats.